# Stracena bananae
Stracena bananae är en fjärilsart som beskrevs av Butler 1896. Stracena bananae ingår i släktet Stracena och familjen tofsspinnare. Inga underarter finns listade i Catalogue of Life.